# A Scene at the Sea
Pour plus de détails, voir Fiche technique et Distribution.
A Scene at the Sea (あの夏、いちばん静かな海。, Ano natsu, ichiban shizukana umi, littéralement « cet été, l'océan le plus calme ») est un film japonais réalisé par Takeshi Kitano, sorti le 19 octobre 1991.

## Synopsis
Lors de son passage habituel le long des plages, l'éboueur Shigeru, sourd, trouve parmi les ordures une planche de surf abîmée. De retour chez lui, il la répare avec les moyens du bord et descend à la mer pour l'essayer. Sous le regard à la fois amusé et émerveillé de Takako, elle même sourde, il défie les vagues pour la première fois, avec peu de réussite mais beaucoup de volonté. Peu doué au départ, il va au fur et à mesure progresser et se consacrer entièrement à sa nouvelle passion.

## Fiche technique
- Titre : A Scene at the Sea
- Titre original : あの夏、いちばん静かな海。 (Ano natsu, ichiban shizukana umi)
- Réalisation : Takeshi Kitano
- Scénario : Takeshi Kitano
- Production : Masayuki Mori et Takio Yoshida
- Musique : Joe Hisaishi
- Photographie : Katsumi Yanagishima (en)
- Montage : Takeshi Kitano
- Pays d'origine : Japon
- Langue de tournage : Japonais
- Format : Couleurs - 1,85:1 - Dolby Digital - 35 mm
- Genre : Romance
- Distribution :  Office Kitano
- Durée : 101 minutes
- Dates de sortie : 19 octobre 1991 (Japon), 23 juin 1999 (France)

## Distribution
- Claude Maki : Shigeru
- Hiroko Oshima : Takako
- Sabu Kawahara : Takoh
- Nenzo Fujiwara : Nakajima
- Keiko Kagimoto : La fille du magasin
- Susumu Terajima

## Récompenses
- Nominations au prix du meilleur réalisateur, meilleur montage (Takeshi Kitano), meilleur film et meilleur scénario, lors des Awards of the Japanese Academy 1992.
- Prix de la meilleure musique, lors des Awards of the Japanese Academy 1992.
- Prix du meilleur réalisateur et meilleur film, lors des Blue Ribbon Awards 1992.
- Prix du meilleur film, lors des Kinema Junpo Awards 1992.
- Prix de la meilleure musique et du meilleur son (Senji Horiuchi), lors du Mainichi Film Concours 1992.